# Carex aperta
Carex aperta är en halvgräsart som beskrevs av Francis M.B. Boott. Carex aperta ingår i släktet starrar, och familjen halvgräs. Inga underarter finns listade i Catalogue of Life.